# Juan de Medina Rincón y de la Vega
Juan de Medina Rincón y de la Vega, OSA (Medina del Campo, España, 27 de diciembre de 1520 - Morelia, Michoacán, México, 30 de junio de 1588) fue un misionero y prelado católico romano que se desempeñó como obispo de Michoacán (1574-1588).

## Biografía
Juan Medina era hijo de Antonio Ruiz de Medina, licenciado que ocupó el cargo de fiscal en la Audiencia de México, y Catalina de la Vega. Toda la familia se trasladó a Nueva España junto con el virrey Antonio de Mendoza en 1535, cuando Juan era aún un niño. En la corte del virrey, Juan desempeñó los roles de paje y alférez, lo que le permitió participar en la misión de pacificación de Jalisco. También estuvo presente en la fundación de Valladolid, ahora conocida como Morelia, y fue testigo del trágico fallecimiento de Pedro Alvarado. 
Realizó sus votos religiosos en la Orden de San Agustín, el 6 de mayo de 1543, bajo la supervisión de Juan Bautista Moya, el prior del Convento de México en ese momento. Según el acta de su profesión religiosa, se sabe que Medina Rincón residía en Medina del Campo, y no en Segovia, como algunos historiadores han afirmado erróneamente. Cursó Filosofía y Teología en México (1543-1546), al tiempo que comenzaba en el aprendizaje de las lenguas mexicana y otomita.
En 1550 recibió la ordenación sacerdotal y comenzó su labor docente enseñando Teología y Sagrada Escritura en el mismo convento donde fue alumno (1550- 1554). 
En 1554 pasó a las misiones de Huasteca, lo que le permitió perfeccionar su dominio de las lenguas locales.
Tras 6 años de evangelización, en 1560, se convirtió en prior del Convento de México gracias a su habilidad como predicador. En 1563, renunció y se unió a un convento más tranquilo en Acatlán, Puebla, donde también fue prior. En 1566, fue elegido provincial en una reunión en Atotonilco.
Posteriormente regresó al Convento de Acatlán con el objetivo de comenzar a escribir algunas obras de carácter espiritual.
En junio de 1574, después de la muerte sin consagrarse del tercer obispo de Michoacán, Diego de Chávez le designó como obispo de Michoacán. El 5 de diciembre de 1574 fue consagrado obispo por Pedro de Moya y Contreras, arzobispo de México, asistido por Antonio Ruíz de Morales y Molina, obispo de Tlaxcala. Fue obispo de Michoacán hasta su muerte el 30 de junio de 1588. Mientras era obispo, fue el co-consagrante principal de Alfonso Graniero Avalos, obispo de La Plata o Charcas.
Con el fin de instruir a sus diocesanos como católico, aprendió la lengua tarasca. Destacó por la defensa de la dignidad de los indios.
Asimismo, el obispo Medina Rincón fundó en Valladolid (Morelia), con la ayuda de Alonso de Mota, el Convento de San Juan de Dios, que funcionó como Hospital Real.
Es autor de la primera biografía del misionero agustino Juan Bautista Moya, su maestro y guía espiritual.